# Богунська вулиця (Житомир)
Богунська вулиця — вулиця у Богунському районі Житомира.
Названа на честь українського військового та державного діяча, полковника Івана Богуна.

## Розташування
Вулиця знаходиться у місцевості, відомій як Чулочка; північна частина вулиці — в історичних місцевостях Видумка, Соколова Гора, Церковщина. Початок вулиці — на теренах історичної місцевості Кокоричанка. Бере початок від проспекту Миру та прямує на північ, після перехрестя з 2-им Богунським провулком змінює напрям на захід. Наближаючись до річки Кам'янка, знову змінює напрямок на північ у глухий кут.
Перетинається з провулками Друкарським, Тайберів, 1-им Богунським, 2-им Богунським та вулицею Свободи.
Довжина вулиці — 1250 метрів.

## Історія
Траса сучасної Богунської вулиці сформувалася до початку ХХ століття. Забудова вулиці почала формуватися на початку ХХ століття та здійснювалася упродовж початку — середини ХХ століття. Станом на 1968 рік сформована. 
Перша назва вулиці — Старовільське шосе. У 1910 — 1930-х рр. також мала назви: Вільсько-Шосейна вулиця, Вільсько-Шосейний об'їзд, Вільсько-Шосейний проїзд. На плані міста 1915 року позначена як Шосейна об'їздна. Була довшою та перетинала річку Кам'янку. Завершувалася перехрестям з Вільсько-Шосейною вулицею (нині проспект Миру) в районі хутора Врангелівка (нині Богунія). Вздовж частини вулиці (між нинішніми вулицею Свободи та 2-м Богунським провулком) проходила межа між селом Соколова Гора Житомирського повіту та землями міста (у тому числі передмістям Кокоричанка).
В районі вулиці Богунської знаходився хутір Церковщина — населений пункт Чесько-Крошенської та Соколово-Гірської сільської ради; у 1930 — 1939 рр. — Житомирської міської ради.
До включення у 1971 році смт Соколова Гора до земель міста, частина вулиці мала назву вулиця Свободи.
Рішенням сесії Житомирської міської ради від 28 березня 2008 року № 583 «Про затвердження назв топонімічних об'єктів у місті Житомирі», для топоніма було затверджено назву вулиця Богунська.